# 胡德淵
胡德淵（？年—20世纪？）。貴州省黃平縣重安鎮老木哨人。民國37年（1948年）在農會西區當選第一屆立法委員

## 生平
- 貴州高等警察學校及講武學校畢業[2]。
- 國民革命軍第十軍三十師參謀長。
- 民國16年（1927年），國民革命軍北伐時，被王天培委為江蘇銅山縣知事[3][4]。
- 第二十五軍軍長王家烈軍部少將副官長。
- 民國22年（1933年）2月7日，貴州全省警務處長兼省會公安局長[5]。
- 民國35年（1946年），中國民主社會黨貴州省第二黨部主任委員[6]，因爭奪民社黨主委，胡吸食鴉片煙，被楊漢揚指使私黨向公安機關告密，在胡吸菸密室將胡搜捕拘押，省主席楊森授意釋放[7]。
- 1949年後，被逮捕病死獄中[8]。
- 民國55年（1966年），以其留居大陸並經行政院調查局查明附匪，註銷立法委員名籍[9]。